# Hrebet Uzkij
Hrebet Uzkij (englische Transkription von russisch Хребет Узкий Chrebet Uski, deutsch ‚Schmaler Grat‘) ist ein Gebirgskamm im ostantarktischen Mac-Robertson-Land. Er ragt südwestlich des Mitchell Ridge im südlichen Teil der Prince Charles Mountains auf.
Russische Wissenschaftler benannten ihn.